# Alepochóri (Achaïe)
Alepochóri, en grec moderne : Αλεποχώρι, est un village du dème d'Érymanthe, district régional d'Achaïe, en Grèce-Occidentale.
Selon le recensement de 2011, la population du village s'élève à 99 habitants.